# La Cité sans hommes
Pour plus de détails, voir Fiche technique et Distribution.
La Cité sans hommes (City Without Men) est un film américain réalisé par Sidney Salkow, sorti en 1943.

## Synopsis
Le film s'ouvre sur le prologue : juillet 1941 - cinq mois avant Pearl Harbor , mais déjà les événements à venir projetaient leurs ombres auparavant.
En mer, Tom Adams ordonne à deux hommes japonais de monter dans son hors-bord après les avoir vus monter dans une chaloupe depuis un navire anglais. Lorsque Tom est approché par les garde-côtes, ils refusent de croire son histoire et l'accusent d'avoir aidé et encouragé les Japonais. Tom est reconnu coupable et condamné à cinq ans de prison. Nancy Johnson, la petite amie de Tom est déterminée à le disculper. À l'extérieur de la prison, elle rencontre Michael Malloy et apprend que son frère est le chef de la commission des libérations conditionnelles. Elle demande à Michael de présenter le cas de Tom à son frère. Nancy obtient un emploi à la blanchisserie locale et loue une chambre dans la pension de Maria Barton, dont les locataires sont les épouses des détenus de la prison. Elle rencontre d'autres locataires, Gwen Winnie et Billie LaRue.
Le jour de la visite, Tom, devenu aigri et désabusé par son emprisonnement, refuse de voir Nancy. Lorsque Tom apprend l'attentat de Pearl Harbor, il demande une chance de défendre son pays et demande à être mis en liberté conditionnelle pour le service militaire. D'autres prisonniers rejoignent également Tom sur la pétition. Cependant, la requête est rejetée par la commission des libérations conditionnelles. Pendant ce temps, Winnie a obtenu un plan de la prison et prévoit de cacher les condamnés dans des balles, qui seraient ensuite chargées sur un bateau pour être livrées. Les épouses décident de cacher leurs plans à Nancy et programment l'évasion de la prison pour vendredi soir. Vendredi matin, Maria apprend que son mari, qui est également en prison, est à l'hôpital. Elle se précipite à l'hôpital et apprend qu'il a été poignardé pour avoir menacé d'informer le directeur de la prison d'une évasion.
Pendant ce temps, Nancy voit un titre de journal qui confirme l'histoire de Tom. Elle va voir Michael et lui montre le titre et lui demande de se battre pour la liberté de Tom. Michael fait irruption dans le bureau de son frère et fait un discours passionné sur l'injustice qui a été faite à Tom. Le frère de Michael a accepté de téléphoner au directeur au nom de Tom. Lorsque les épouses qui attendent leur mari sur le rivage entendent les sirènes de la prison, elles se rendent compte que l'évasion de la prison a échoué. Plus tard, après que Tom soit libéré de prison, il se réconcilie avec Nancy.

## Fiche technique
- Titre : La Cité sans hommes
- Titre original : City Without Men
- Réalisation : Sidney Salkow
- Scénario : W. L. River d'après une histoire de Martin Berkeley (en) et Budd Schulberg
- Dialogue additionnel : Donald Davis (en) et George Sklar
- Production : B. P. Schulberg et Samuel Bronston producteur exécutif
- Société de production et de distribution : Columbia Pictures
- Photographie : Philip Tannura
- Montage : Al Clark
- Musique : David Raksin
- Direction artistique : Lionel Banks et Cary Odell
- Décorateur de plateau : William Kiernan
- Pays d'origine : États-Unis
- Format : Noir et blanc - Son : Mono (Western Electric Mirrophonic Recording)
- Genre : Drame
- Durée : 75 minutes
- Dates de sortie :
  - États-Unis :14 janvier 1943
  - France : 7 juillet 1948

## Distribution
- Linda Darnell : Nancy Johnson
- Edgar Buchanan : Michael T. Mallory
- Michael Duane : Tom Adams
- Sara Allgood : Maria Barton
- Glenda Farrell : Billie LaRue
- Leslie Brooks : Gwen
- Doris Dudley : Winnie
- Margaret Hamilton : Dora
- Constance Worth : Elsie
- Rosemary DeCamp : Mme Slade
- Sheldon Leonard : Monk LaRue
- Lloyd Bridges : Garde-côte Helmsman
- Clyde Fillmore : Sénateur Malloy

Acteurs non crédités
- Joseph Crehan : Père Burns
- Crauford Kent : Avocat de l'accusation
- Arthur Loft : Avocat
- Oscar O'Shea : Joseph Barton